# Czarnystok (województwo podlaskie)

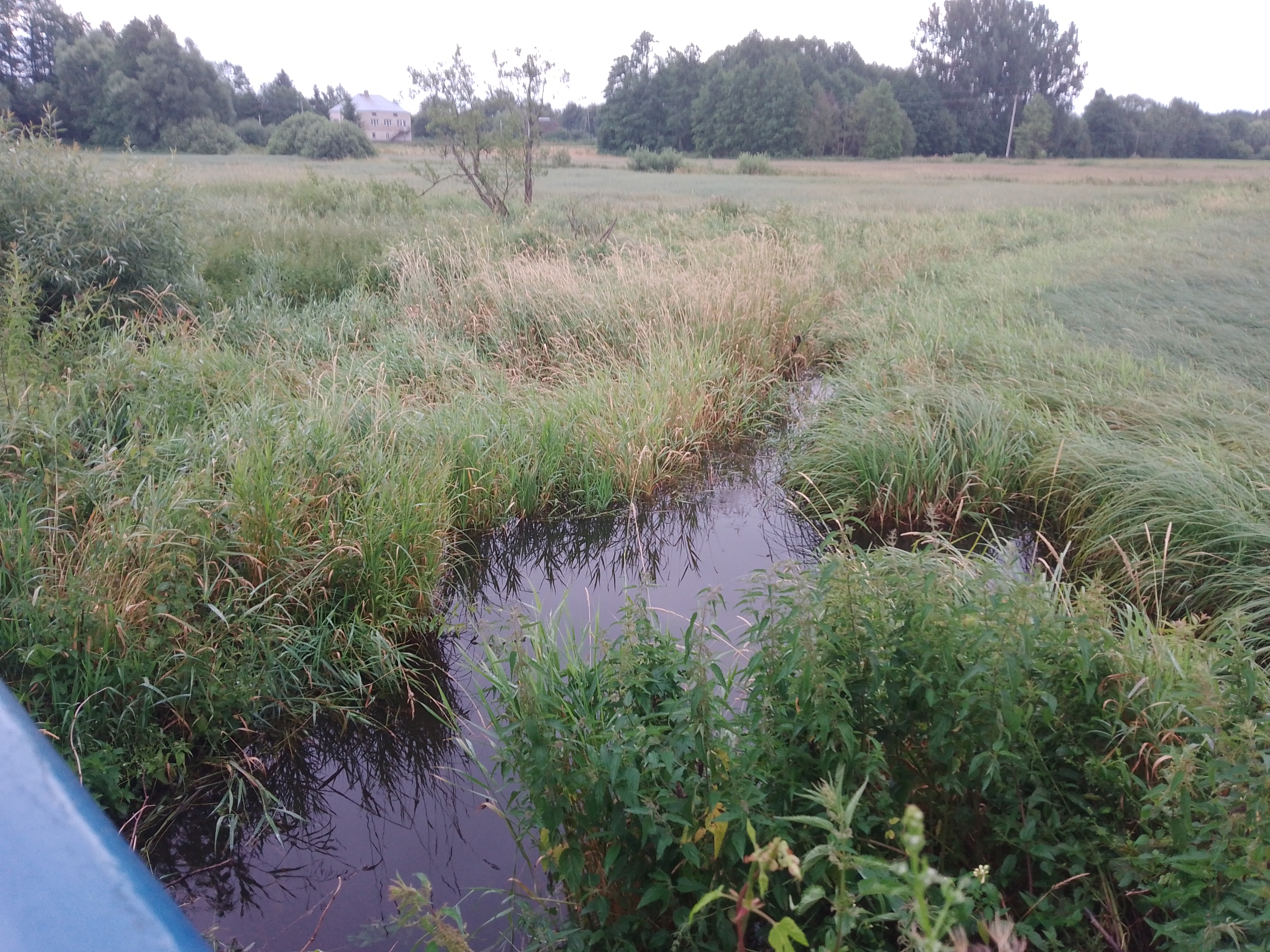
rzeka Brzozówka we wsi Czarnystok (2022)

Czarnystok – wieś w Polsce położona w województwie podlaskim, w powiecie monieckim, w gminie Jasionówka.
Wieś królewska ekonomii grodzieńskiej położona była w końcu XVIII wieku  w powiecie grodzieńskim województwa trockiego. W latach 1975–1998 miejscowość administracyjnie należała do województwa białostockiego. 21 grudnia 1998 nastąpiła zmiana urzędowej nazwy wsi z Czarny Stok na Czarnystok.
Wierni kościoła rzymskokatolickiego należą do parafii Znalezienia i Podwyższenia Krzyża Świętego w Korycinie.

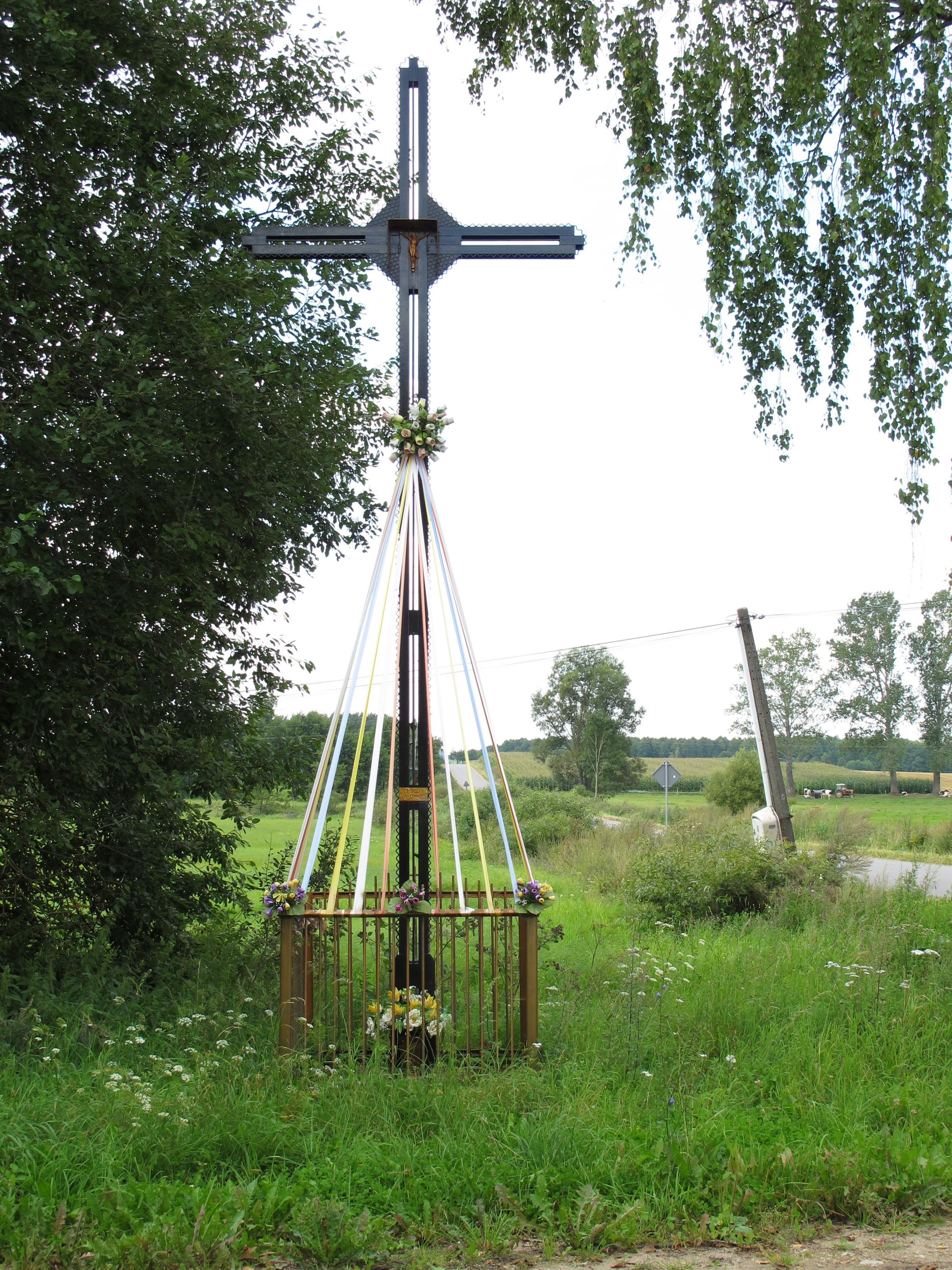
Krzyż na skrzyżowaniu dróg Czarnystok - Górnystok (2011)